# Simplizialkomplex
Ein Simplizialkomplex ist ein Begriff der algebraischen Topologie. Bei einem Simplizialkomplex handelt es sich um ein rein kombinatorisch beschreibbares Objekt,  mit dessen Hilfe die entscheidenden Eigenschaften von bestimmten, als triangulierbar bezeichneten topologischen Räumen algebraisch charakterisiert werden können. Insbesondere werden Simplizialkomplexe dazu verwendet, für den zugrundeliegenden topologischen Raum Invarianten zu definieren.
Die Idee des Simplizialkomplexes besteht darin, einen topologischen Raum dadurch zu untersuchen, dass – sofern möglich – durch Zusammenfügen von Simplizes eine Menge im d-dimensionalen euklidischen Raum konstruiert wird, die homöomorph ist zum gegebenen topologischen Raum. Die „Anleitung zum Zusammenbau“ der Simplizes, das heißt die Angaben darüber, wie die Simplizes zusammengefügt sind, wird dann in Form einer Sequenz von Gruppenhomomorphismen rein algebraisch charakterisiert.

## Grundidee
Der formalen Definition eines Simplizialkomplexes liegt die Idee zugrunde, dass bestimmte Teilmengen des {\displaystyle d}-dimensionalen euklidischen Raums zerlegt werden können in Punkte, Strecken, Dreiecke, Tetraeder und so weiter. Da es sich bei den vier aufgezählten geometrischen Objekten um die einfachsten Polytope der jeweiligen Dimension {\displaystyle n=0,1,2,3} handelt, die als {\displaystyle n}-Simplex bezeichnet werden, handelt es sich allgemein um Zerlegungen in {\displaystyle n}-Simplizes: Punkt (0-Simplex), Gerade (1-Simplex), Dreieck (2-Simplizes), Tetraeder (3-Simplex), Pentachoron (4-Simplex), 5-Simplex und so weiter.
Bei der formalen Beschreibung einer solchen Zerlegung im Rahmen eines Simplizialkomplexes werden die Kantenlängen ausgeblendet. Maßgeblich ist nur die Art des „Zusammenbaus“, d. h. die Information darüber, wie die {\displaystyle n}-Simplizes aneinandergefügt sind. Diese Informationen dienen dann dazu, die zerlegte Punktmenge zu charakterisieren.

## Definitionen

### Abstrakter Simplizialkomplex

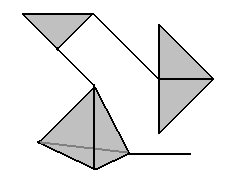
Ein dreidimensionaler Simplizialkomplex

Ein abstraktes Simplex {\displaystyle \sigma } ist eine endliche nichtleere Menge. Ein Element eines abstrakten Simplexes nennt man Ecke von {\displaystyle \sigma }, eine nichtleere Teilmenge von {\displaystyle \sigma } ist wieder ein abstraktes Simplex und wird Facette (oder Seite) von {\displaystyle \sigma } genannt.
Ein abstrakter oder auch kombinatorischer Simplizialkomplex {\displaystyle {\mathcal {K}}} ist eine Menge von Simplizes mit der Eigenschaft, dass jede Facette {\displaystyle \sigma '\subseteq \sigma } eines Simplexes {\displaystyle \sigma \in {\mathcal {K}}} wieder zu {\displaystyle {\mathcal {K}}} gehört, also {\displaystyle \sigma '\in {\mathcal {K}}}. Die Vereinigungsmenge aller Ecken von Simplizes des Simplizialkomplexes {\displaystyle {\mathcal {K}}} wird Eckenmenge oder Eckpunktbereich genannt und mit {\displaystyle V({\mathcal {K}})} bezeichnet.
Die Dimension eines abstrakten Simplex, das {\displaystyle k+1} Ecken enthält, ist definiert als {\displaystyle k}, und die Dimension des Simplizialkomplexes {\displaystyle {\mathcal {K}}} ist definiert als das Maximum der Dimension aller Simplizes. Falls die Dimension der Simplizes nicht beschränkt ist, dann heißt {\displaystyle {\mathcal {K}}} unendlichdimensional.
Der Simplizialkomplex {\displaystyle {\mathcal {K}}} heißt endlich, falls er eine endliche Menge ist, und lokal endlich, falls jede Ecke nur zu endlich vielen Simplizes gehört.
Das {\displaystyle n}-Skelett {\displaystyle {\mathcal {K}}_{n}} eines Simplizialkomplexes {\displaystyle {\mathcal {K}}} ist die Menge aller seiner Simplizes der Dimension {\displaystyle \leq n}.

### Geometrischer Simplizialkomplex
Ein geometrischer Simplizialkomplex {\displaystyle {\mathcal {S}}} ist eine Menge von Simplizes in einem euklidischen Raum {\displaystyle \mathbb {R} ^{d}} mit der Eigenschaft, dass jede Facette {\displaystyle \sigma '\subseteq \sigma } eines Simplexes {\displaystyle \sigma \in {\mathcal {S}}} wieder zu {\displaystyle {\mathcal {S}}} gehört und dass für alle Simplizes {\displaystyle \sigma ,\tau \in {\mathcal {S}}} der Durchschnitt {\displaystyle \sigma \cap \tau } entweder leer oder eine gemeinsame Facette von {\displaystyle \sigma } und {\displaystyle \tau } ist. Mit {\displaystyle |{\mathcal {S}}|} wird die Vereinigung aller Simplizes des geometrischen Komplexes bezeichnet.

### Geometrische Realisierung
Ein geometrischer Simplizialkomplex {\displaystyle {\mathcal {S}}}, dessen Ecken einem gegebenen abstrakten Simplizialkomplex {\displaystyle {\mathcal {K}}} entsprechen, heißt geometrische Realisierung des Simplizialkomplexes {\displaystyle {\mathcal {K}}}. Sie wird mit {\displaystyle \vert {\mathcal {K}}\vert } bezeichnet. Alle geometrischen Realisierungen eines abstrakten Simplizialkomplexes sind zueinander homöomorph.
Zu einem Punkt {\displaystyle x\in \vert {\mathcal {K}}\vert } gibt es einen eindeutigen Simplex aus {\displaystyle {\mathcal {K}}}, in dessen Innerem {\displaystyle x} liegt. Dieser Simplex wird als Trägersimplex von {\displaystyle x} bezeichnet.
Ein simplizialer Teilkomplex {\displaystyle {\mathcal {S}}'\subseteq S} ist eine Menge von Simplizes in {\displaystyle {\mathcal {S}}} derart, dass die Vereinigung der Simplizes in {\displaystyle {\mathcal {S}}'}einen simplizialen Komplex bildet.

### Triangulierung
Ein topologischer Raum heißt triangulierbar, wenn er homöomorph zu einem geometrischen Simplizialkomplex ist.

## Abschluss, Stern und Link
Sei {\displaystyle M} eine Menge von Simplizes in einem geometrischen Simplizialkomplex {\displaystyle {\mathcal {S}}}. Man kann nun durch drei Konstruktionen {\displaystyle M} zu einem Teilkomplex von {\displaystyle {\mathcal {S}}} machen, wobei der Stern von {\displaystyle M} beim Beweis des simplizialen Approximationssatz gebraucht wird.

Zwei Simplizes (gelb) und deren  Abschluss (grün).
Ein Simplex und dessen Stern.
Ein Simplex und dessen Link.

### Abschluss
Der Abschluss {\displaystyle \operatorname {cl} (M)} von {\displaystyle M} ist der kleinste simpliziale Teilkomplex von {\displaystyle {\mathcal {S}}}, der jedes Simplex in {\displaystyle M} enthält. Man definiert {\displaystyle \operatorname {cl} (M)=\{\sigma \in {\mathcal {S}}:\sigma {\text{ ist eine Seite eines Simplex in }}M\}}. Der Abschluss entsteht, indem man zu jedem Simplex in {\displaystyle M} all seine Seiten (Facetten) hinzufügt.

### Stern
Der Stern {\displaystyle \operatorname {st} (M)} von {\displaystyle M} ist der Abschluss aller Simplizes, die eine Seite in {\displaystyle M} besitzen. Man definiert {\displaystyle \operatorname {st} (M)=\operatorname {cl} (\{\sigma \in {\mathcal {S}}:\sigma {\text{ besitzt eine Seite in }}M\})}. Den Stern kann man verstehen als die kleinste simpliziale Umgebung von {\displaystyle M} in {\displaystyle {\mathcal {S}}}. Weiterhin bildet {\displaystyle {\overset {\circ }{\operatorname {st} }}(\operatorname {cl} (M))} eine offene simpliziale Umgebung von {\displaystyle M} in {\displaystyle {\mathcal {S}}}.

### Link
Der Link {\displaystyle \operatorname {lk} (M)} besteht aus allen Simplizes im Stern von {\displaystyle M}, die kein Simplex von {\displaystyle M} treffen. Man definiert: {\displaystyle \operatorname {lk} (M)=\{\sigma \in \operatorname {st} (M):\sigma \cap \tau =\emptyset {\text{ für alle }}\tau \in M\}}. Den Link kann man als den topologischen Rand der simplizialen Umgebung auffassen.

## Simpliziale Abbildungen
Eine simpliziale Abbildung {\displaystyle f\colon {\mathcal {K}}\to {\mathcal {L}}} ist eine Abbildung zwischen den Eckenmengen {\displaystyle f\colon V({\mathcal {K}})\to V({\mathcal {L}})}, bei der für jedes Simplex aus {\displaystyle {\mathcal {K}}} dessen Ecken unter der Abbildung {\displaystyle f} auf die Ecken eines Simplex in {\displaystyle {\mathcal {L}}} abgebildet werden.
Eine simpliziale Abbildung {\displaystyle f\colon {\mathcal {K}}\to {\mathcal {L}}} induziert eine stetige Abbildung {\displaystyle \vert f\vert \colon \vert {\mathcal {K}}\vert \to \vert {\mathcal {L}}\vert }. Dazu wird im Inneren jedes geometrischen Simplex eine affin lineare Fortsetzung konstruiert.
Umgekehrt lässt sich eine stetige Abbildung {\displaystyle g\colon \vert {\mathcal {K}}\vert \to \vert {\mathcal {L}}\vert } nach endlich vielen baryzentrischen Unterteilungen durch eine simpliziale Abbildung {\displaystyle f\colon \operatorname {Bd} ^{m}({\mathcal {K}})\to {\mathcal {L}}} approximieren, siehe simplizialer Approximationssatz. Hierbei steht {\displaystyle \operatorname {Bd} } für die baryzentrische Unterteilung.
Eine simpliziale Abbildung, die bijektiv ist, das heißt, die Umkehrabbildung ist auch eine simpliziale Abbildung, nennt man einen simplizialen Isomorphismus.

## Der Simplizialkomplex als Kettenkomplex
Sei {\displaystyle {\mathcal {K}}} ein endlicher Simplizialkomplex. Die {\displaystyle p}-te simpliziale Gruppe von {\displaystyle {\mathcal {K}}} ist die freie abelsche Gruppe, die von der Menge der Simplizes mit Dimension {\displaystyle p} erzeugt wird, sie wird mit {\displaystyle C_{p}^{\Delta }({\mathcal {K}})} notiert. Die Elemente der Gruppe heißen simpliziale {\displaystyle p}-Ketten. Wählt man eine totale Ordnung für alle Ecken, die in irgendeinem Simplex von {\displaystyle {\mathcal {K}}} liegen, so erhält man durch Einschränkung auch eine Ordnung für jedes einzelne {\displaystyle p}-Simplex. Ein Randoperator {\displaystyle \partial \colon C_{p}^{\Delta }({\mathcal {K}})\to C_{p-1}^{\Delta }({\mathcal {K}})} wird dann definiert durch
{\displaystyle \partial (\langle v_{k_{0}},\ldots ,v_{k_{p}}\rangle ):=\sum _{i=0}^{p}(-1)^{i}\langle v_{k_{0}},\ldots ,v_{k_{i-1}},v_{k_{i+1}},\ldots ,v_{k_{p}}\rangle ,}
wobei {\displaystyle \langle v_{k_{0}},\ldots ,v_{k_{p}}\rangle } das aus den Ecken erzeugte Gruppenelement meint. Für den Randoperator gilt {\displaystyle \partial (\partial c)=0} für alle simplizialen {\displaystyle p}-Ketten {\displaystyle c}. Daher ist {\displaystyle (C_{p}^{\Delta }({\mathcal {K}}),\partial )} ein Kettenkomplex und man kann auf gewohnte Weise auf diesem eine Homologie erklären. Diese Homologie wird simpliziale Homologie genannt.

## Anwendung in der Graphentheorie
Man kann einem Graphen Simplizialkomplexe zuweisen, um so untere Schranken an die chromatische Zahl zu beweisen. Wahrscheinlich am bekanntesten sind die Nachbarschaftskomplexe von László Lovász.

## Geschichte
Triangulierungen und ein in Matrixschreibweise formuliertes Äquivalent zu dem daraus gebildeten Kettenkomplex wurden von Henri Poincaré gegen Ende des neunzehnten Jahrhunderts untersucht. Simplizale Abbildungen wurde erstmals 1912 von Brouwer verwendet. In den 1920er-Jahren entstand dann die Sichtweise, die zum Begriff des Kettenkomplexes führte.